# Mikołaj Wulkowski
Mikołaj Wulkowski (Mikołaj von Wolkow) herbu Chomąto (ur. ?  – zm. 1509) – chorąży pomorski, starosta świecki (1481 - 1487), pucki (1485 – 1489) i starogardzki (1485-1506), wojewoda pomorski (7 stycznia 1485 - 9 grudnia 1509).
W 1469 roku został dzierżawcą dóbr cisowskich.